# Rott (Landsberg am Lech)
Pour les articles homonymes, voir Rott.
Rott est une commune de Bavière (Allemagne), située dans l'arrondissement de Landsberg am Lech, dans le district de Haute-Bavière.